# Eurotiomycetes
Eurotiomycetes er en klasse i Sæksvampe rækken.